# 朱虞夫

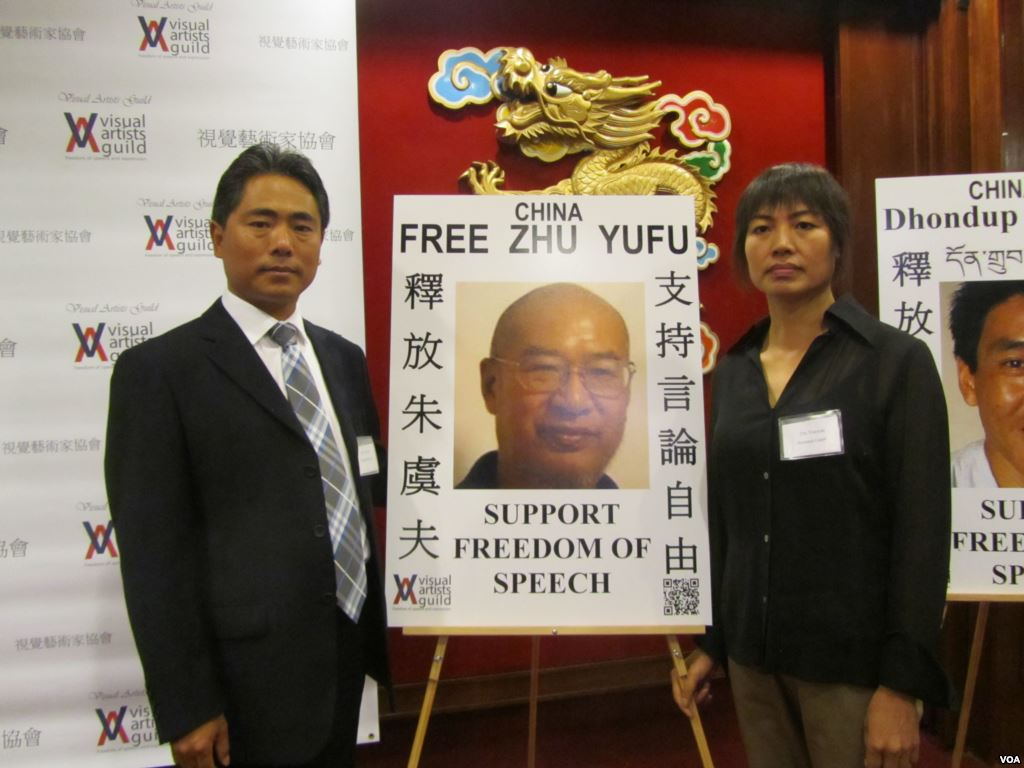

朱虞夫（1953年2月13日—），浙江杭州人。1998年中国民主党创办者之一。曾于杭州市上城区房管局城南房管站复兴小区任物业管理员。

## 主要经历
1971年6月，毕业于杭州教育学院中文系，被分配到杭州植物园工作。自学美工，曾参与绘制《城市绿化树种选择》一书、参加西湖风景区的雕塑工作。 
1978年底，投身杭州民主墙运动，为发起人之一。1979年，组建当时杭州主要民刊《四五月刊》社并当选为负责人。此后被当局多次传唤和抄家。
1987年﹕调入杭州市江干区房管局，任工会工作委员会负责人。 
1989年﹕声援学运再次被传唤。1998年6月，积极投入民主党的筹备工作。6月25日浙江筹委会成立后，于6月30日上街散发《中国民主党浙江筹委会成立公开宣言》被警方关押48小时。“7．10”事件中遭抄家，抄走大量《公开宣言》、电脑、打印机等物；被关押10天，监视居住50天。11月8日被选为中国民主党浙江筹委会常务工作组秘书长，全国筹委会筹委。 
1999年6月19日被拘留，9月15日正式逮捕。因颠覆国家政权罪，被判有期徒刑七年，剥夺政治权利三年。
2006年9月15日出狱。2007年5月18日再次被捕。7月10日，杭州市上城区法院以妨害公务罪判处有期徒刑二年。
2011年3月5日因公開支持中國茉莉花革命並通過Skype向其他人發送詩歌《是時候了》又再被捕，4月11日被控颠覆国家政权罪。
2012年2月10日下午3时30分，杭州中级法院以“煽动颠覆国家政权罪”判处有期徒刑7年，剥夺政治权利3年。
2021年3月3日，两会前两天，朱虞夫被恢复政治权利。